# Forno de convecção

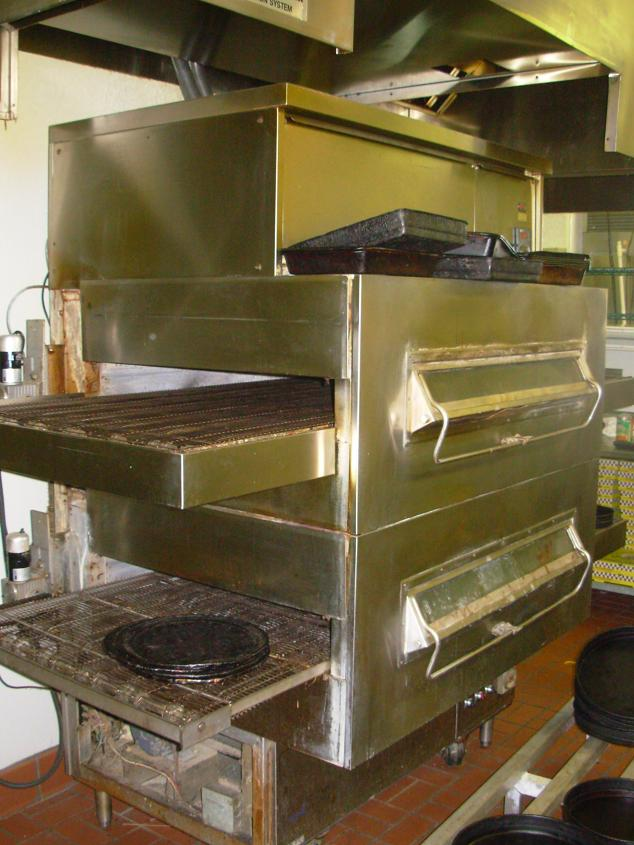
Um forno de convecção para a produção de pizzas em Auburn, Alabama

Um forno de convecção melhora o forno tradicional ao fazer circular ar aquecido por meio de um ventilador. O motor e instalações do ventilador estão em um local separado, para protegê-los contra superaquecimento e fusão de todos os componentes de plástico, incluindo os isolamentos dos fios. Alimentos aquecem-se mais rápido em um forno de convecção, pois o ar em movimento remove a fina camada de ar que, caso contrário, estaria cercando e isolando termicamente o alimento. Este é o mesmo fenômeno físico que causa a sensação térmica.
Ao mover o ar rapidamente após o aquecimento, os fornos de convecção podem operar em uma temperatura inferior a um forno convencional e ainda cozinhar o alimento mais rapidamente. A circulação de ar, ou convecção, tende a eliminar os "pontos quentes" e, portanto, o alimento pode cozer mais uniformemente.